# 栃木県道113号那須塩原停車場線

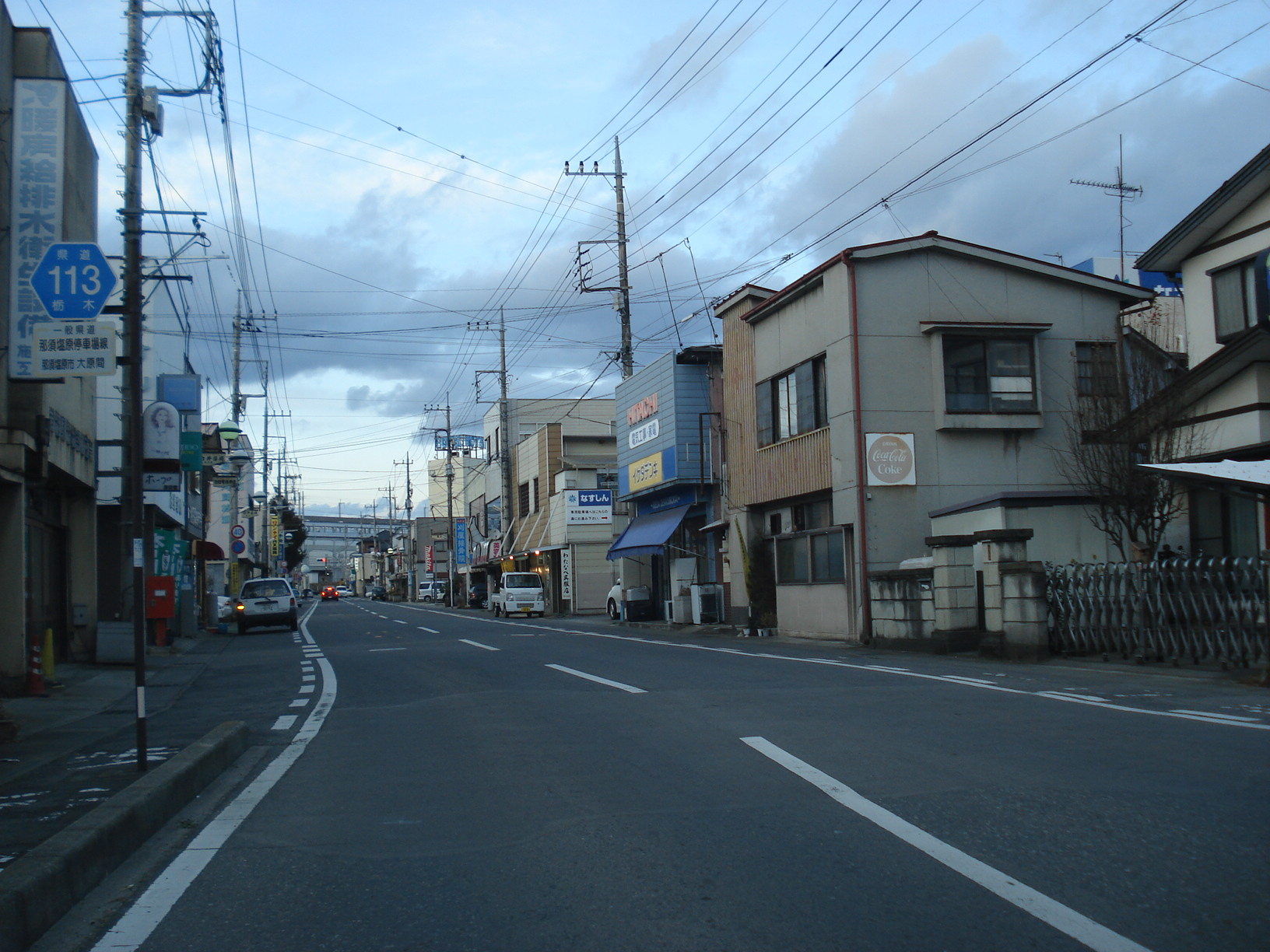
那須塩原市大原間付近

栃木県道113号那須塩原停車場線（とちぎけんどう113ごう なすしおばらていしゃじょうせん）は、栃木県那須塩原市に位置する一般県道である。

## 概要
新幹線停車駅・那須塩原駅（東口）と国道4号を結ぶ道路。旧路線名である「東那須野停車場」とは、那須塩原駅の旧称である東那須野駅に由来する。東那須野駅は東北新幹線が開通した1982年（昭和57年）に現駅名に改称したが、県道名は改称されず26年もの長い間残っていた。

## 路線データ
- 総延長：0.322km
- 実延長：0.322km
- 起点：栃木県那須塩原市大原間（那須塩原停車場）
- 終点：栃木県那須塩原市大原間（那須塩原駅入口交差点＝国道4号交点）
- 認定：1961年（昭和36年）4月1日

## 歴史
- 1961年（昭和36年）4月1日 - 一般県道東那須野停車場線として認定。
- 2008年（平成20年）4月1日 - 現在の路線名に改称。

## 沿線施設
那須塩原駅#駅周辺も参照のこと。
- JR東北新幹線・宇都宮線（東北線） 那須塩原駅
- 那須信用組合那須塩原支店